# Amtsakhara
 (avril 2022).
Si vous disposez d'ouvrages ou d'articles de référence ou si vous connaissez des sites web de qualité traitant du thème abordé ici, merci de compléter l'article en donnant les références utiles à sa vérifiabilité et en les liant à la section « Notes et références ».
Amtsakhara est un mouvement politique d'Abkhazie. Initialement proche du président Vladislav Ardzinba, il s’est progressivement déplacé vers l’opposition.

## Historique
Fondé en 1999, il se voulait initialement simple mouvement de lobbyisme au profit des combattants de la guerre contre la Géorgie, notamment pour aider les anciens combattants à mieux vivre. Aux élections législatives de mars 2002 (non reconnues par l’ONU), Amtsakhara fait une poussée significative en obtenant un tiers des sièges. Conduit par Merab Kishmaria, le mouvement s'oppose vivement au président Vladislav Ardzinba qui, malade, a disparu de la scène publique. Le rôle de chef de l'État a été de plus en plus confié au Premier ministre Raul Khadjimba. En dépit des appels croissants de l'opposition (en particulier d'Amtsakhara) à sa démission, Ardzinba termine officiellement son mandat, (qui devait prendre fin en octobre 2004) mais en fait s'acheva le 12 février 2005, en raison de conflits faisant suite à l'élection de son successeur. Aux élections de 2004, Amtsakhara soutient alors l’idéologue de la cause nationaliste, Stanislav Lakoba, comme candidat officiel à la succession. Mais ce dernier échoue. Le mouvement se maintient alors dans les rangs de l'opposition, appelant à la démission de Raul Khadjimba,.